# Marshallia
Marshallia là một chi thực vật có hoa trong họ Cúc (Asteraceae).

## Loài
Chi Marshallia gồm các loài: